# Skole og Kirkevæsen II
|  | Denne artikel er oprettet af botten Steenthbot ud fra en ekstern database. Den kan derfor have sproglige fejl eller mangler. Denne skabelon kan fjernes efter kontrol af indholdet. |

Skole og Kirkevæsen II er en dansk dokumentarisk optagelse fra 1939 instrueret af Jette Bang.

## Handling
Drengeskolen i Godthaab: Vækning og morgengymnastik. Seminariet i Godthaab optager 25 unge mænd hvert andet år. Uddannelsen tager 4 år og kræver efterskoleeksamen. Der undervises i geografi m.m., og drengene skriver fristil efter danske aviser. Sløjdtimerne er i høj kurs. Midt på dagen er der middag i skolens fællesstue og derefter lærermøde.
Kirken: Ved alle kolonier findes kirker, ved de mindre bopladser kapeller, der ofte anvendes som skoler. Landet er inddelt i 10 'præstegæld'. Søndag morgen ringes til gudstjeneste. Førstepræst på besøg ved et udsted. Barnedåb i Upernavik. Konfirmation i perledragter. Altergang. Hvert 3-4 år afholdes præstekonvent. Omkring halvdelen af præsterne er grønlændere.